# Округ Карол (Џорџија)
Округ Карол (енгл. Carroll County) је округ у америчкој савезној држави Џорџија.

## Демографија
По попису из 2010. године број становника је 110.527, што је 23.259 (26,7%) становника више него 2000. године.
| Група             | 2000.          | 2010.          |
| Белци             | 69.258 (79,4%) | 80.531 (72,9%) |
| Афроамериканци    | 14.241 (16,3%) | 20.089 (18,2%) |
| Азијати           | 538 (0,6%)     | 853 (0,8%)     |
| Хиспаноамериканци | 2.243 (2,6%)   | 6.800 (6,2%)   |
| Укупно            | 87.268         | 110.527        |